# Наболотная Гарь
Наболотная Гарь — деревня в Кичменгско-Городецком районе Вологодской области.
Входит в состав Кичменгского сельского поселения, с точки зрения административно-территориального деления — в Пыжугский сельсовет.
Расстояние до районного центра Кичменгского Городка по автодороге составляет 8 км. Ближайшие населённые пункты — Находка, Ермакова Гарь, Данилово.
Население по данным переписи 2002 года — 21 человек (9 мужчин, 12 женщин). Всё население — русские.